# Номени
Номени́ (фр. Nomeny) — коммуна во французском департаменте Мёрт и Мозель, региона Лотарингия. Относится к одноимённому кантону и является его центром.

## География
Номени стоит на реке Сей (Сейль), притоке реки Мозель. Расположен в 23 км к северу от Нанси.

## История

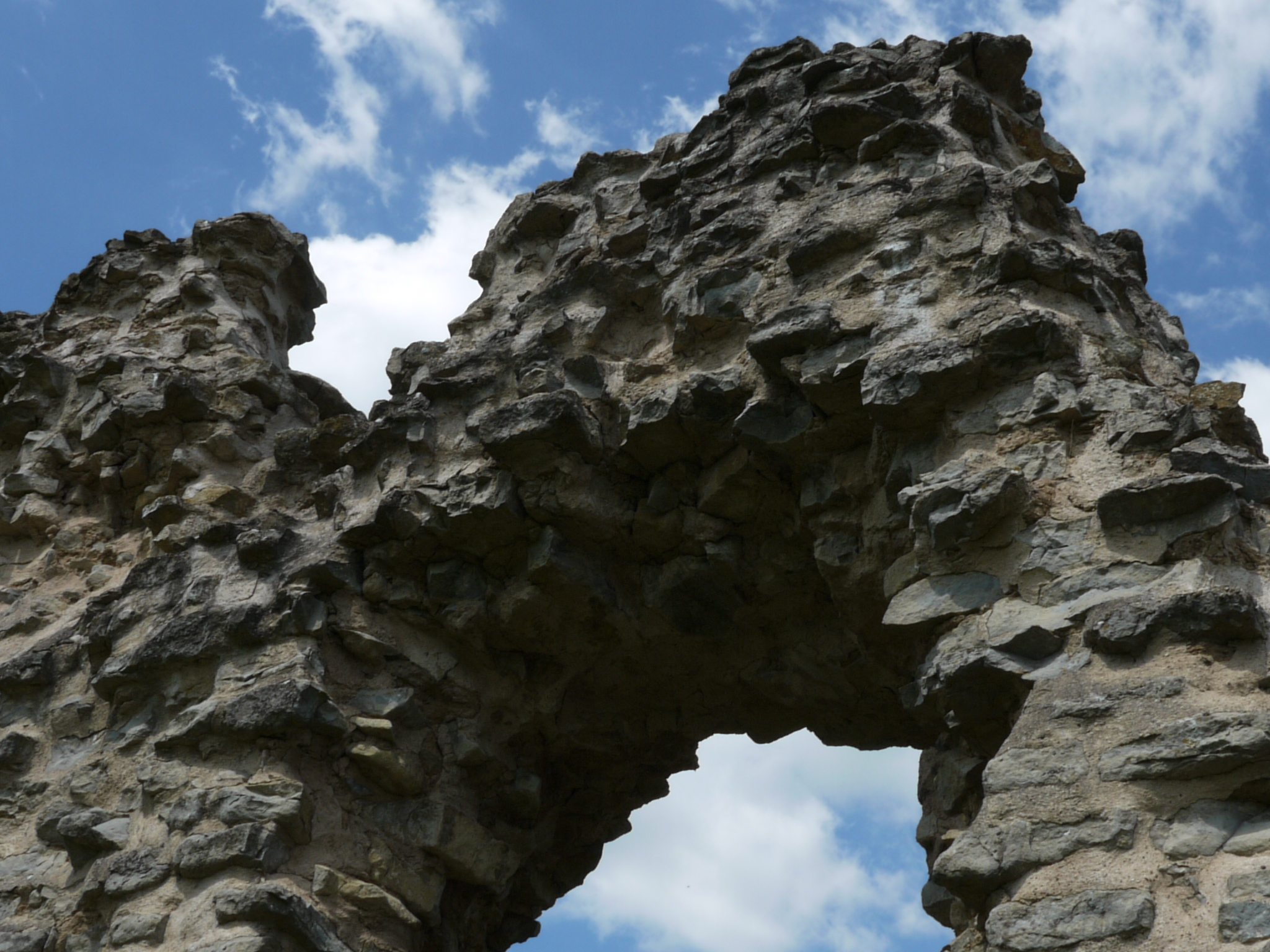
Руины замка Номени, построенного в 1382 году, разрушенного в 1636-1672 годах.

Известен с 609 года, когда принадлежал к епископату Меца. В 1548 года Николя Лотарингии, граф де Водемон, присоединил Номени к своим землям. Здесь родились 4 его ребёнка:
- 1553 — Луиза, ставшая впоследствии королевой Франции
- 1558 — Филипп-Эммануил, пэр Франции, наместник в Бретани
- 1561 — Шарль де Лоррен-Водемон, католический церковный деятель, кардинал де Водемон, епископ Туля и Вердена.
- 1564 — Маргарита

## Демография
Население коммуны на 2010 год составляло 1168 человек.
| 1962 | 1968 | 1975 | 1982 | 1990 | 1999 | 2010 |
| ---- | ---- | ---- | ---- | ---- | ---- | ---- |
| 964  | 944  | 917  | 1005 | 1069 | 1081 | 1168 |